# 瑞浪市立陶中学校
瑞浪市立陶中学校（みずなみしりつ　すえちゅうがっこう）は、かつて岐阜県瑞浪市に存在した公立中学校。

## 概要
- 瑞浪市陶地区（旧・恵那郡陶町）の中学校であった。2016年、稲津中学校と統合。瑞浪南中学校の新設により廃校。
- 校舎は2018年から陶小学校の校舎に転用されている。

## 沿革
- 1947年（昭和22年）4月 - 陶町立陶中学校として開校。陶小学校[注釈 1]の校舎の一部を仮校舎とする。
- 1948年（昭和23年） - 恵那郡吉田村の吉田中学校を統合し、陶町吉田村組合立陶中学校となる。
- 1951年（昭和26年） - 新築（木造）移転。
- 1952年（昭和27年） - 学校組合が解体され、陶町立陶中学校となる。吉田村の生徒は吉田村立吉田中学校[注釈 2]へ転入する。
- 1954年（昭和29年）4月1日 - 土岐郡瑞浪土岐町、稲津村、釜戸村、大湫村、日吉村及び明世村の一部（戸狩、山野内、月吉）、恵那郡陶町が合併し瑞浪市が発足。同時に瑞浪市立陶中学校に改称する。
- 1972年（昭和47年）1月 - 屋内運動場が完成する。
- 1992年（平成4年）6月30日 - 火災により木造校舎が焼失する。
- 1993年（平成5年）12月 - 新校舎（鉄筋コンクリート造）が完成する。
- 2016年（平成28年）
  - 3月20日 - 閉校式。
  - 3月31日 - 閉校。